# 로마 스캔달
로마 스캔달(Roman Scandals)은 미국에서 제작된 프랭크 터틀 감독의 1933년 코미디, 가족, 판타지, 뮤지컬, 멜로/로맨스 영화이다. 에디 캔터 등이 주연으로 출연하였고 사무엘 골드윈 등이 제작에 참여하였다.

## 출연

### 주연
- 에디 캔터
- 러스 에팅

### 조연
- 글로리아 스튜어트
- 데이비드 매너즈
- 버리 티즈데일
- 에드워드 아놀드
- 앨런 모우브레이
- 찰스 C. 윌슨
- 해리 홀먼
- 잭 루더포드
- 윌라드 로버트슨
- 리 콜마
- 리처드 알렉산더
- 스탠리 앤드류스
- 찰스 안트
- 프랭크 오스틴
- 루실 볼
- 보니 배넌
- 빌리 바티
- 스탠리 브리스톤
- 레인 챈들러
- 데이비슨 클락
- 해리 코딩
- 제인 다웰
- 애너 드미트리오
- 루이즈 에몬스
- 스탠리 필스
- 프란시스 포드
- 찰스 K. 프렌치
- 준 게일
- 파울레트 고다드
- 프랭크 해그니
- 제인 해밀턴
- 테레사 해리스
- 에드워드 헌
- 존 아인스
- 노블 존슨
- 구스 레너드
- 머독 맥쿼리
- 마이클 마크
- 아이리스 메러디스
- 브루스 밋첼
- 테드 올리버
- 바바라 펩퍼
- 그레이스 포기
- 폴 포카시
- 러스 포웰
- 밥 리브스
- 잭 리처드슨
- 밀드레드 샤이
- 버스터 슬레이븐
- 윌리엄 와그너
- 블루 워싱턴
- 레오 윌리스
- 클로렌스 윌슨
- 듀크 요크

## 제작진
- 의상: 존 W. 하크라이더